# Hoboksar
Hoboksar  (en mongol: Ховогсайр, romanizado: Qoboγsayir; en chino, 和布克赛尔; pinyin, Hébùk'sài'r) es un condado autónomo bajo la administración directa de la Prefectura Tacheng en la Región autónoma de Sinkiang, República Popular China. Su área es de 28 782 km² y su población total para 2010 superó los 60 mil habitantes.

## Administración
Desde octubre de 2022, el condado Hoboksar  se divide en 8 pueblos que se administran en 2 poblados y 6  villas.

## Toponimia
Hoboksar es un nombre compuesto formado de "Hobok" (ховог) y "Sar" (сайр). Hobok es el nombre de un río que significa "sika", el río recibió su nombre de su cuenca donde había una gran cantidad de ciervos sika en el pasado. Sar son las Montañas Salair y significa caballo, la montaña recibió su nombre por su forma de caballo.
Como las otras regiones autónomas, se caracteriza por estar asociada a un grupo étnico minoritario. En la ciudad habitan 19 grupos étnicos, incluidos los mongoles, los han y los kazajos.
Anteriormente conocida como Hefeng (和丰), el 10 de septiembre de 1954,  pasó a llamarse Condado autónomo mongol de Hoboksar.